# Borovnice (tvrz)
Tvrz Borovnice stávala nedaleko zámku v obci Borovnice v okrese Rychnov nad Kněžnou.

## Historie
Obec je poprvé uváděna roku 1341, kdy ji vlastnil Václav Záruba Sudlička z Borovnice. Zda už v té době tvrz stála, není známo. Roku 1487 ji odkupuje Beneš z Vartmberka a na počátku 16. století ji vlastnila Kateřina z Pernštejna, od níž ji roku 1530 odkupuje Václav Okrouhlický z Kněnic. Ze stejného roku pochází také první písemná zmínka o tvrzi. Na konci 16. století byla v držení Kapounů ze Svojkova a Stošů z Kounic. Roku 1617 zboží odkoupil Jan mladší z Bubna a na Závrší, přičemž tvrz je zde zmiňována naposledy. Poté se až do roku 1653, kdy statek vlastnil Jan Petr Hoberk z Hennersdorfu, vystřídala řada majitelů. Jan Petr nechal v obci postavit zámek, který převzal funkci pusté tvrze.
Ještě v roce 1973 bylo možné vidět z tvrze drobné zbytky v podobě dvou kamenných zídek. V tomto roce však došlo k jejich zboření a tvrz tak již nic nepřipomíná.